# Univers fractal

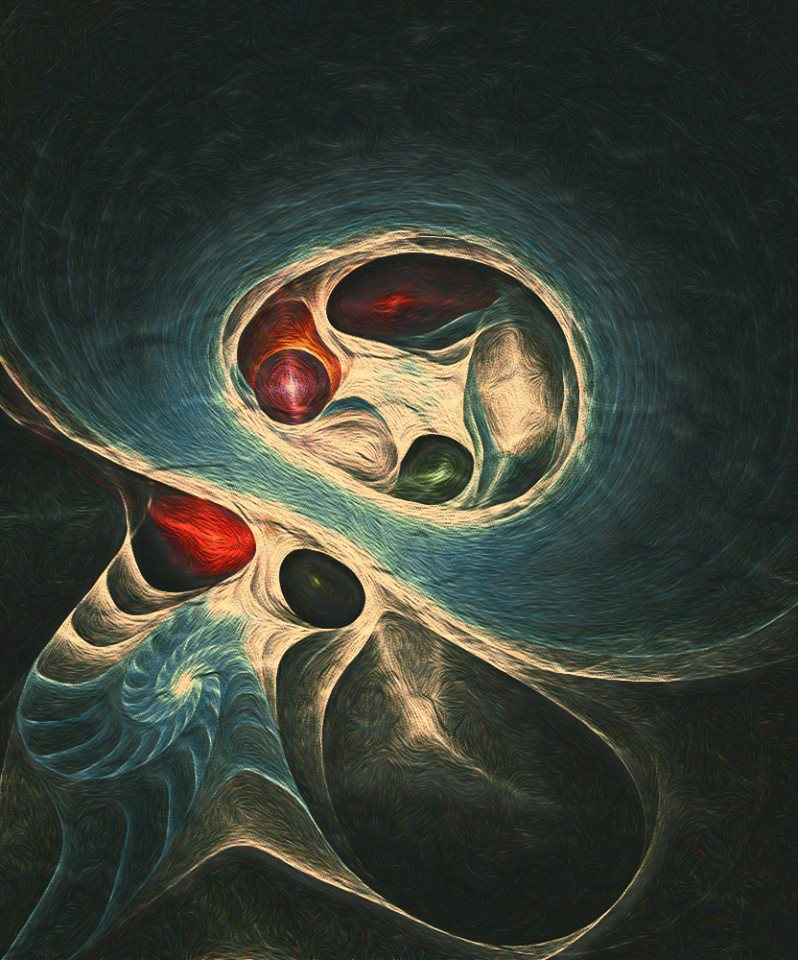
Vue d'artiste d'un univers fractal.

En cosmologie, le modèle de l'univers fractal désigne un modèle cosmologique dont la structure et la répartition de la matière possèdent une dimension fractale, et ce, à plusieurs niveaux. De façon plus générale, il correspond à l'usage ou l'apparence de fractales dans l'étude de l'Univers et de la matière qui le compose.
Ce modèle présente certaines lacunes lorsqu'il est utilisé à de très grandes ou de très petites échelles.

## Histoire

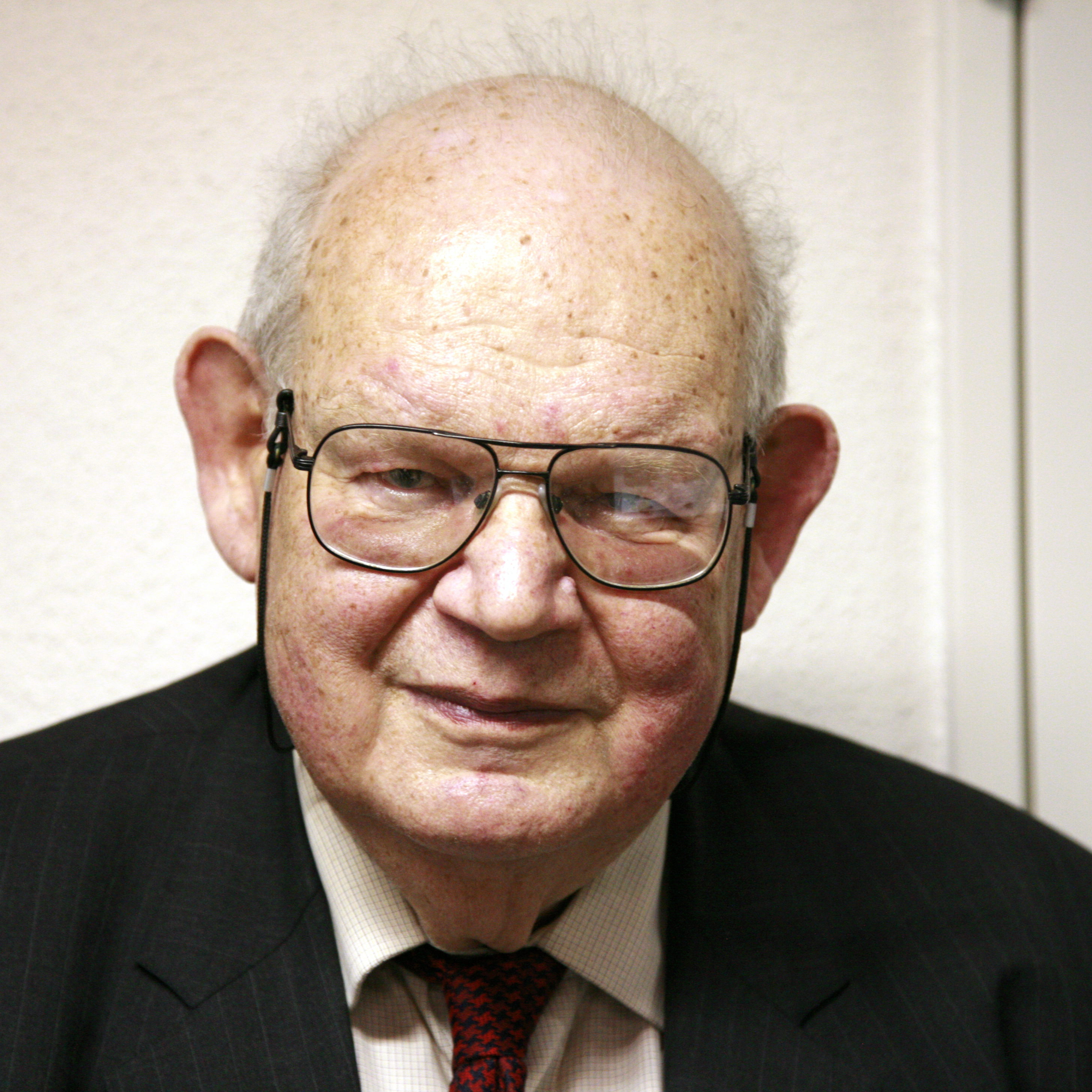
Benoît Mandelbrot à l'EPFL le 14 mars 2007.

Les premières bribes sur la théorie d'un univers fractal naissent avec le mathématicien Benoît Mandelbrot. Dans son livre Les objets fractals: Forme, hasard et dimension paru en 1977, il mentionne que les galaxies possèdent une distribution fractale et fait une ébauche des propriétés d'une telle distribution.

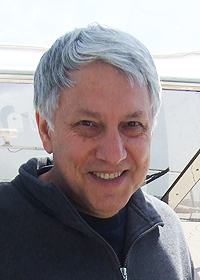
Andreï Linde.

Par la suite, en 1986, le physicien théoricien russe Andreï Linde écrit l'article Eternally Existing Self-Reproducing Chaotic Inflationary Universe paru dans le journal Physica Scripta (en) où il utilise les fractales pour expliquer sa vision de l'Univers. L'année suivante, le professeur italien Luciano Pietronero publie une première modélisation des galaxies selon une distribution fractale dans un article paru dans le journal Physica A.
Au cours de la décennie suivante, des observations plus précises des structures à grandes échelles de l'Univers permettent d'affiner les modélisations, amenant Pietronero à consolider ses modélisations en tenant compte d'une dimension fractale de 2.
En 2008, D. Queiros-Conde publie un article dans lequel il montre que la structure à grande échelle des galaxies est beaucoup mieux décrite par une dimension fractale dérivant de 0 à 3 pour une échelle d'environ 55 mégaparsec par heure (Mpc/h), ce qui permet, notamment, d'estimer un nombre de galaxies dans l'Univers en accord avec les mesures de Hubble.
En 2012, Scrimgeour et al. confirment que la répartition à grande échelle des galaxies est homogène au-delà d'environ 70 Mpc/h.

## Théories

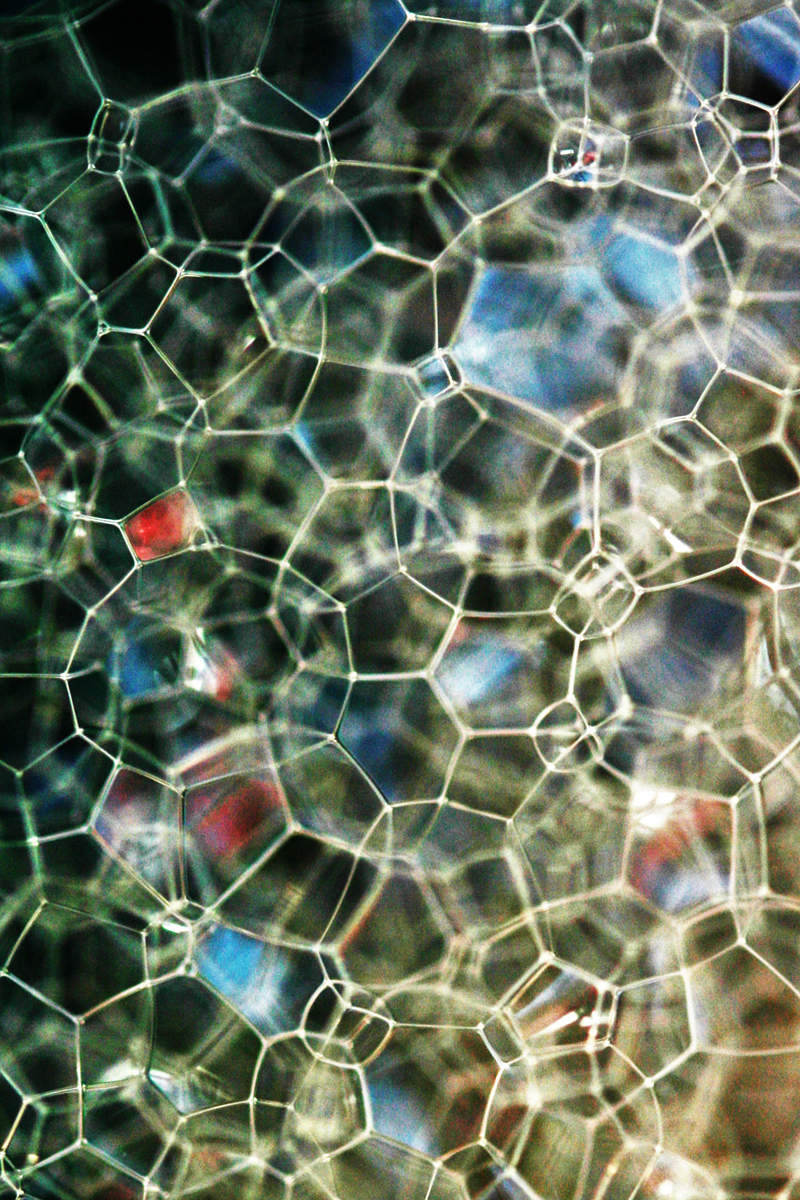
Vue d'artiste des univers bulles d'Andreï Linde.

L'article d'Andrei Linde évoque une théorie sur l'Univers décrite par l'évolution d'un champ scalaire créant des pics qui deviennent des points de nucléation qui amènent des parcelles d'espace en inflation à se développer en « bulles d'univers », rendant l'Univers fractal à très grande échelle.
À l'opposé, des théories comme la Causal dynamical triangulation (en) (CDT) et la gravité quantique proposent une dimension fractale à l'échelle microscopique, près de la longueur de Planck.
Le mathématicien français Alain Connes et le physicien Carlo Rovelli ont quant à eux tenté de concilier la relativité et la mécanique quantique en utilisant la géométrie non commutative, qui implique une certaine fractalité.
Dans la théorie de relativité d'échelle de Laurent Nottale, l'espace-temps possèderait un caractère fractal de dépendance d'échelle.